# St. Märgen
St. Märgen település Németországban, azon belül Baden-Württembergben. Lakosainak száma 1952 fő (2023. december 31.).

## Népesség
A település népessége az elmúlt években az alábbi módon változott:
| Lakosok száma | 1551 | 1725 | 1630 | 1650 | 1776 | 1900 | 1834 | 1922 | 1830 | 1952 |
|               | 1961 | 1967 | 1974 | 1980 | 1986 | 1993 | 1999 | 2005 | 2012 | 2023 |